# João Sousa
Pour les articles homonymes, voir Sousa.
Ne pas confondre avec le joueur de tennis brésilien João Souza
João Pedro Coelho Marinho de Sousa ou simplement João Sousa, né le 30 mars 1989 à Guimarães, est un joueur de tennis portugais, professionnel de 2007 à 2024. 
il est souvent considéré comme le meilleur joueur de tennis portugais de l’histoire en termes de résultats. 
En 2013, il devient le premier joueur de tennis portugais à remporter un tournoi ATP en simple lors du Tournoi de Malaisie.
Il joue en Coupe Davis avec l'équipe du Portugal depuis 2008.
Il met un terme à sa carrière professionnelle lors du tournoi d'Estoril 2024.

## Carrière

### 2007-2010: Débuts
João Sousa fait ses premiers pas sur le circuit Future en 2007 en Espagne. En avril 2008, alors classé 744e mondial, il participe à son premier tournoi ATP à Estoril. Il gagne ses trois matchs de qualifications et bat le 164e mondial, Oliver Marach (6-1, 6-3) avant de s’incliner contre son compatriote Frederico Gil (7-65, 6-2).
En 2009, il remporte son premier tournoi Future à Puerto de la Cruz, deux semaines après avoir atteint sa première finale à Telde. Début 2010, il s'adjuge sa première victoire dans un tournoi Challenger à Rabat en écartant Teymuraz Gabashvili. En mai, il remporte trois Future consécutifs en Espagne, à Valldoreix, Adeje et Lanzarote. Ces bons résultats lui permettent d’intégrer le top 300. En août, il remporte le tournoi de Tampere en double avec Leonardo Tavares.

### 2011-2012: Premiers succès enChallenger

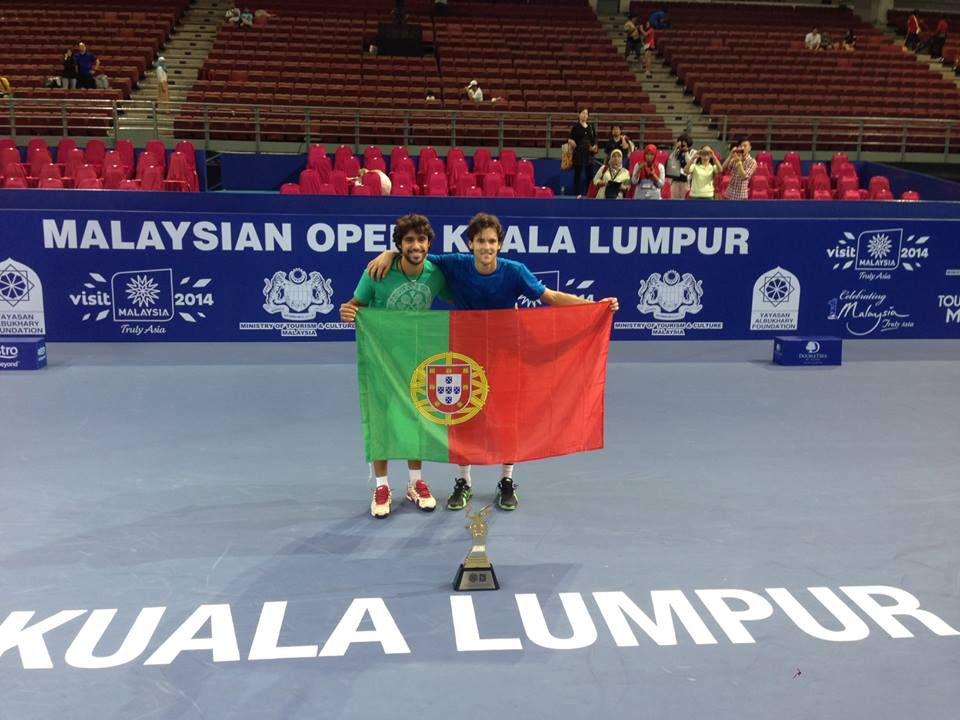
João Sousa avec son entraîneur Frederico Marques après sa victoire à Kuala Lumpur.

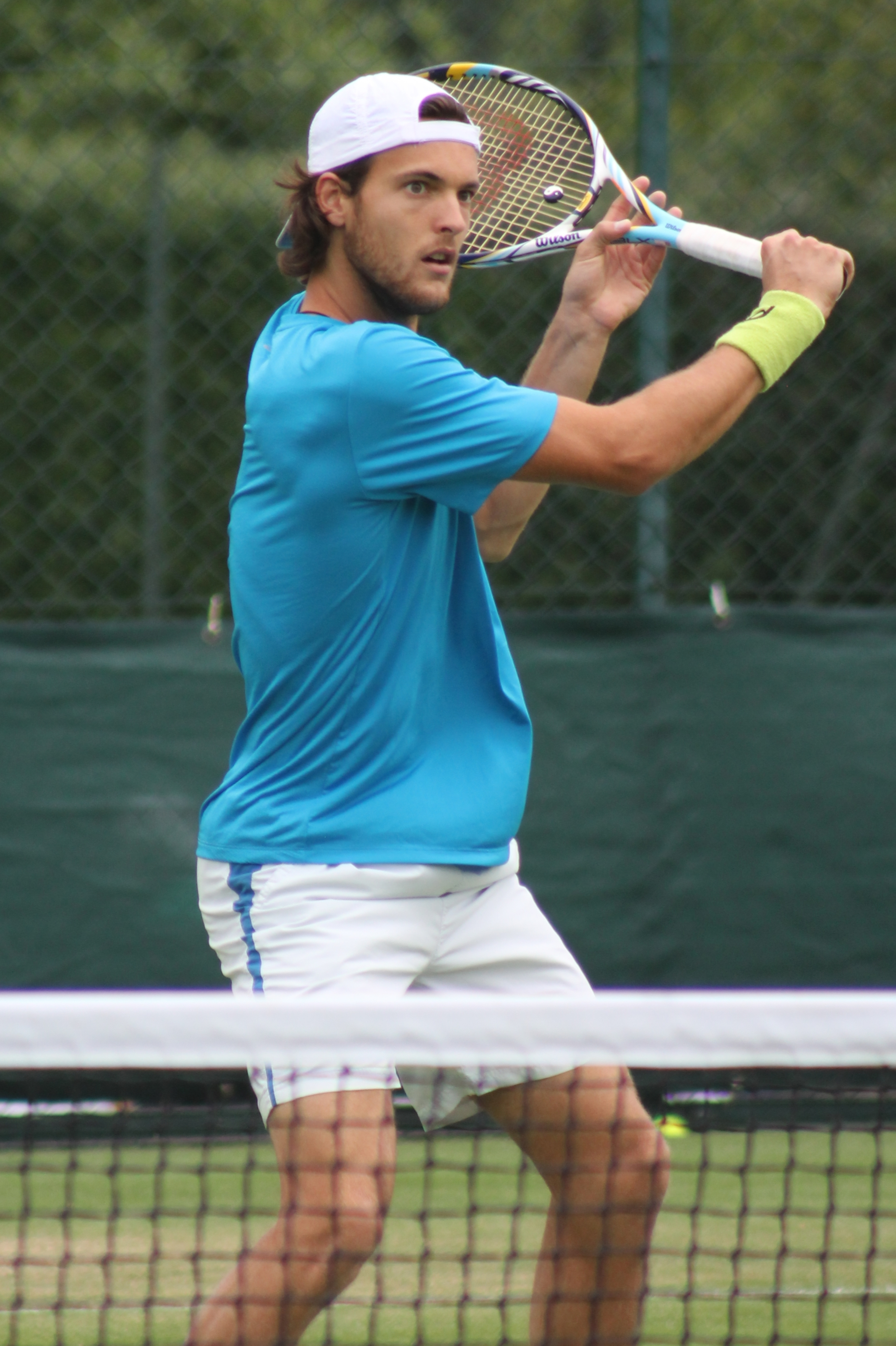
Sousa à Wimbledon en 2013.

Invité au tournoi d'Estoril, il profite de l’abandon de son compatriote Gastão Elias pour accéder aux huitièmes de finale mais il est battu par Milos Raonic (6-3, 6-3). Début juin, il remporte le tournoi Challenger de Fürth contre l'Allemand Jan-Lennard Struff (6-2, 0-6, 6-2) après avoir éliminé la tête de série no 1, Tobias Kamke (76e mondial) en quart de finale.
En 2012, après une demi finale à Meknès, il remporte son second tournoi Challenger à Mersin face à l'Espagnol Javier Martí. Lors du tournoi de Barcelone, il s'extirpe des qualifications puis bat Igor Kunitsyn au premier tour avant de s’incliner contre Frederico Gil (4-6, 6-4, 6-3). Il est ensuite quart de finaliste à Estoril, battu par Albert Ramos (6-2, 6-3), puis il se qualifie pour le tournoi de Roland Garros mais il est éliminé au premier tour par Marcel Granollers (6-2, 3-6, 6-3, 6-4). Il remporte également le tournoi de Tampere et atteint une finale à Côme.

### 2013: Révélation et premier titre ATP
Il commence 2013 en jouant des tournois ATP mais ne gagne que deux matchs dont un à Acapulco contre Jürgen Melzer. En juin, il s'adjuge le tournoi de Fürth pour la deuxième fois, puis en juillet, il remporte celui de Guimarães, sa ville natale, contre Marius Copil.
C'est à l'US Open qu'il se révèle au grand public en éliminant un homme fort du moment, Grigor Dimitrov dans un match très serré (3-6, 6-3, 6-4, 5-7, 6-2). Il bat ensuite Jarkko Nieminen en cinq sets également (1-6, 6-3, 3-6, 6-3, 6-4) avant de s'incliner face au no 1 mondial Novak Djokovic (6-0, 6-2, 6-2). Il confirme sa bonne forme en atteignant les demi-finales à Saint-Pétersbourg en éliminant notamment Dmitri Toursounov. Lors du tournoi de Kuala Lumpur, il n'est classé que 77e mondial mais il élimine sans difficultés Ryan Harrison et Pablo Cuevas. Il crée ensuite la surprise en s'imposant assez aisément contre David Ferrer, no 4 à l'ATP et récent finaliste de Roland-Garros (6-2, 7-66). Il écarte également Jürgen Melzer (6-4, 3-6, 6-4) puis remporte son premier titre ATP en battant Julien Benneteau (2-6, 7-5, 6-4) en sauvant une balle de match dans le deuxième set. Cette victoire est historique pour le Portugal, puisqu'il apporte à son pays un premier titre dans un tournoi ATP, trois ans après la finale de Frederico Gil à Estoril. En octobre, il prend sa revanche sur Guillermo García-López à Valence qui l'avait battu à Saint-Pétersbourg.

### 2014-2017: Maintien dans le top 50 et deuxième titre
Il commence l'année par un quart de finale à Rio où il est sèchement battu par Rafael Nadal (6-1, 6-0). Il réalise ensuite sa meilleure performance en Masters 1000 en atteignant le 3e tour à Miami en battant notamment Gilles Simon au second tour.
Après une saison difficile sur terre battue, il parvient à se qualifier pour les demi-finales du tournoi de Bois-le-Duc, puis profite d'un tableau relativement dégagé pour se hisser en finale de l'Open de Suède où il s'incline face à Pablo Cuevas (6-2, 6-1). En septembre, il atteint la finale du tournoi de Metz en éliminant Gaël Monfils.
En 2015, il participe à trois nouvelles finales ATP à Genève, Umag, et Saint-Pétersbourg, qu'il perd toutes. Il a également atteint le 3e tour à Melbourne et les demi-finales à Montpellier.
Il remporte enfin le premier titre de sa saison et le 2e titre de sa carrière lors du tournoi de Valence, face à Roberto Bautista-Agut sur le score de 3-6, 6-3, 6-4.
En 2016, il atteint son meilleur résultat dans un Masters 1000 sur la terre battue de Madrid, en s'acheminant jusqu'en quart de finale, en battant au premier tour Nicolas Mahut (6-4, 6-4), puis Marcel Granollers (6-3, 6-3) et en huitième l'Américain Jack Sock (6-1, 63-7, 6-2) en 2 h 14. Il affronte Rafael Nadal au tour suivant. Il s'incline (6-0, 4-6, 6-3) contre l'Espagnol, mais en ayant lutté jusqu'au bout.
En 2017, il atteint la finale du tournoi d'Auckland, où il perd contre Jack Sock en trois manches. Il atteint également la finale au tournoi de Kitzbühel mais il s'incline à nouveau, cette fois face à Philipp Kohlschreiber (6-3, 6-4).

### 2018-2019: confirmation, troisième titre et huitième de finale à l'US Open et Wimbledon
João Sousa devient le premier Portugais à s'imposer devant son public en remportant le tournoi d'Estoril en mai 2018 en battant l'Américain Frances Tiafoe (6-4, 6-4) en finale.
À l'US Open, il se qualifie pour les huitièmes de finale, en battant notamment le 12e mondial Pablo Carreño Busta au second tour, et devient le premier joueur portugais à réaliser cette performance en Grand Chelem.
L'année suivante, il atteint le même stade lors du tournoi de Wimbledon, éliminant notamment Marin Čilić (tête de série n°13) au 2e tour, avant de perdre en trois sets contre Rafael Nadal.

### 2022: quatrième titre
En janvier 2022, alors retombé à la 137e place mondiale, João Sousa décroche le quatrième titre de sa carrière sur le circuit ATP à l'occasion de l'Open de Pune, où il sauve deux balles de match contre Elias Ymer en demi-finale, puis se défait du Finlandais Emil Ruusuvuori en finale au bout du troisième set.

### 2024: Retraite
En avril 2024, il prend sa retraite après le tournoi d'Estoril où il perd au premier tour contre Arthur Fils.

## Palmarès

### Titres en simple messieurs
| No | Date       | Nom et lieu du tournoi           | Catégorie | Dotation  | Surface      | Finaliste             | Score          |          |
| -- | ---------- | -------------------------------- | --------- | --------- | ------------ | --------------------- | -------------- | -------- |
| 1  | 23-09-2013 | Malaysian Open, Kuala Lumpur     | ATP 250   | 875 500 $ | Dur (int.)   | Julien Benneteau      | 2-6, 7-5, 6-4  | Parcours |
| 2  | 26-10-2015 | Valencia Open, Valence           | ATP 250   | 537 050 € | Dur (int.)   | Roberto Bautista-Agut | 3-6, 6-3, 6-4  | Parcours |
| 3  | 30-04-2018 | Millennium Estoril Open, Estoril | ATP 250   | 501 345 € | Terre (ext.) | Frances Tiafoe        | 6-4, 6-4       | Parcours |
| 4  | 31-01-2022 | Millennium Pune Open, Pune       | ATP 250   | 430 530 $ | Dur (ext.)   | Emil Ruusuvuori       | 7-69, 4-6, 6-1 | Parcours |

### Finales en simple messieurs
| No | Date       | Nom et lieu du tournoi                 | Catégorie | Dotation    | Surface      | Vainqueur             | Score           |          |
| -- | ---------- | -------------------------------------- | --------- | ----------- | ------------ | --------------------- | --------------- | -------- |
| 1  | 07-07-2014 | Skistar Swedish Open, Båstad           | ATP 250   | 426 605 €   | Terre (ext.) | Pablo Cuevas          | 6-2, 6-1        | Parcours |
| 2  | 15-09-2014 | Moselle Open, Metz                     | ATP 250   | 426 605 €   | Dur (int.)   | David Goffin          | 6-4, 6-3        | Parcours |
| 3  | 17-05-2015 | Geneva Open, Genève                    | ATP 250   | 439 405 €   | Terre (ext.) | Thomaz Bellucci       | 7-64, 6-4       | Parcours |
| 4  | 20-07-2015 | Konzum Croatia Open Umag, Umag         | ATP 250   | 439 405 €   | Terre (ext.) | Dominic Thiem         | 6-4, 6-1        | Parcours |
| 5  | 21-09-2015 | St. Petersburg Open, Saint-Pétersbourg | ATP 250   | 1 030 000 $ | Dur (int.)   | Milos Raonic          | 6-3, 3-6, 6-3   | Parcours |
| 6  | 09-01-2017 | ASB Classic, Auckland                  | ATP 250   | 450 110 $   | Dur (ext.)   | Jack Sock             | 6-3, 5-7, 6-3   | Parcours |
| 7  | 31-07-2017 | Generali Open, Kitzbühel               | ATP 250   | 482 060 €   | Terre (ext.) | Philipp Kohlschreiber | 6-3, 6-4        | Parcours |
| 8  | 15-05-2022 | Gonet Geneva Open, Genève              | ATP 250   | 534 555 €   | Terre (ext.) | Casper Ruud           | 7-63, 4-6, 7-61 | Parcours |

### Finale en double messieurs
| No | Date       | Nom et lieu du tournoi           | Catégorie    | Dotation    | Surface      | Vainqueurs                        | Partenaire          | Score            |          |
| -- | ---------- | -------------------------------- | ------------ | ----------- | ------------ | --------------------------------- | ------------------- | ---------------- | -------- |
| 1  | 14-05-2018 | Internazionali BNL d'Italia Rome | Masters 1000 | 4 872 105 € | Terre (ext.) | Juan Sebastián Cabal Robert Farah | Pablo Carreño Busta | 3-6, 6-4, [10-4] | Parcours |

## Parcours dans les tournois duGrand Chelem

### En simple
| Année | Open d'Australie | Open d'Australie  | Internationaux de France | Internationaux de France | Wimbledon       | Wimbledon        | US Open         | US Open         |
| ----- | ---------------- | ----------------- | ------------------------ | ------------------------ | --------------- | ---------------- | --------------- | --------------- |
| 2011  | Q1               | Josselin Ouanna   | —                        | —                        | Q1              | Laurent Rochette | Q2              | Augustin Gensse |
| 2012  | Q3               | A. Kudryavtsev    | 1er tour (1/64)          | M. Granollers            | Q2              | A. Menéndez      | Q1              | Ricardo Mello   |
| 2013  | 2e tour (1/32)   | Andy Murray       | 2e tour (1/32)           | Feliciano López          | Q3              | Julian Reister   | 3e tour (1/16)  | Novak Djokovic  |
| 2014  | 1er tour (1/64)  | Dominic Thiem     | 1er tour (1/64)          | Novak Djokovic           | 1er tour (1/64) | S. Wawrinka      | 2e tour (1/32)  | David Goffin    |
| 2015  | 3e tour (1/16)   | Andy Murray       | 2e tour (1/32)           | Andy Murray              | 1er tour (1/64) | S. Wawrinka      | 1er tour (1/64) | R. Berankis     |
| 2016  | 3e tour (1/16)   | Andy Murray       | 2e tour (1/32)           | Ernests Gulbis           | 3e tour (1/16)  | Jiří Veselý      | 3e tour (1/16)  | Grigor Dimitrov |
| 2017  | 1er tour (1/64)  | Jordan Thompson   | 2e tour (1/32)           | Novak Djokovic           | 1er tour (1/64) | Dustin Brown     | 1er tour (1/64) | Paolo Lorenzi   |
| 2018  | 2e tour (1/32)   | Marin Čilić       | 1er tour (1/64)          | Guido Pella              | 1er tour (1/64) | S. Stakhovsky    | 1/8 de finale   | Novak Djokovic  |
| 2019  | 3e tour (1/16)   | Kei Nishikori     | 1er tour (1/64)          | P. Carreño Busta         | 1/8 de finale   | Rafael Nadal     | 1er tour (1/64) | Jordan Thompson |
| 2020  | 1er tour (1/64)  | Federico Delbonis | 1er tour (1/64)          | Andrej Martin            | Annulé          | Annulé           | 1er tour (1/64) | Michael Mmoh    |
| 2021  | —                | —                 | 1er tour (1/64)          | Taylor Fritz             | 1er tour (1/64) | Andreas Seppi    | —               | —               |
| 2022  | 1er tour (1/64)  | Jannik Sinner     | 2e tour (1/32)           | Lorenzo Sonego           | 1er tour (1/64) | Richard Gasquet  | 2e tour (1/32)  | Cameron Norrie  |
| 2023  | 1er tour (1/64)  | R. Bautista-Agut  | —                        | —                        | —               | —                | —               | —               |

N.B. : à droite du résultat se trouve le nom de l'ultime adversaire.

### En double
| Année | Open d'Australie                 | Open d'Australie               | Internationaux de France        | Internationaux de France  | Wimbledon                   | Wimbledon                       | US Open                      | US Open                     |
| ----- | -------------------------------- | ------------------------------ | ------------------------------- | ------------------------- | --------------------------- | ------------------------------- | ---------------------------- | --------------------------- |
| 2014  | 1er tour (1/32) S. Giraldo       | M. Bhupathi Rajeev Ram         | 1/8 de finale Jack Sock         | A. Golubev Sam Groth      | 1er tour (1/32) C. Berlocq  | M. Kližan D. Thiem              | 2e tour (1/16) D. Lajović    | Ivan Dodig Marcelo Melo     |
| 2015  | 2e tour (1/16) S. Giraldo        | J. Benneteau É. Roger Vasselin | 1er tour (1/32) T. Bellucci     | Jamie Murray John Peers   | 1er tour (1/32) S. Giraldo  | Mate Pavić M. Venus             | 1/4 de finale L. Mayer       | Steve Johnson Sam Querrey   |
| 2016  | 1er tour (1/32) L. Mayer         | M. Elgin M. Middelkoop         | 2e tour (1/16) L. Mayer         | C. Guccione André Sá      | 1er tour (1/32) L. Mayer    | Sam Groth R. Lindstedt          | 1er tour (1/32) G. Elias     | Jamie Murray Bruno Soares   |
| 2017  | 1er tour (1/32) G. Durán         | M. Daniell M. Demoliner        | 1er tour (1/32) M. Kližan       | J. Erlich André Sá        | 1er tour (1/32) Kyle Edmund | Purav Raja Divij Sharan         | 1er tour (1/32) J.-L. Struff | N. Kyrgios Matt Reid        |
| 2018  | 2e tour (1/16) L. Mayer          | R. Bopanna É. Roger-Vasselin   | 1/8 de finale L. Mayer          | F. López Marc López       | 1/8 de finale L. Mayer      | Raven Klaasen Michael Venus     | 2e tour (1/16) L. Mayer      | Nikola Mektić Jürgen Melzer |
| 2019  | 1/2 finale L. Mayer              | Henri Kontinen John Peers      | 1er tour (1/32) L. Mayer        | Henri Kontinen John Peers | 2e tour (1/16) L. Mayer     | Nicolas Mahut É. Roger-Vasselin | 1/4 de finale L. Mayer       | Kevin Krawietz Andreas Mies |
| 2020  | 1er tour (1/32) P. Carreño Busta | Divij Sharan Artem Sitak       | 1er tour (1/32) Robin Haase     | R. Lindstedt J. Thompson  | Annulé                      | Annulé                          | —                            | —                           |
|       |                                  |                                |                                 |                           |                             |                                 |                              |                             |
| 2022  | —                                | —                              | 1er tour (1/32) N. Basilashvili | M. Kecmanović N. Monroe   | 2e tour (1/16) J. Thompson  | John Peers Filip Polášek        | 1/4 de finale M. Demoliner   | W. Koolhof Neal Skupski     |
| 2023  | 1er tour (1/32) F. Cabral        | N. Čačić A.-U.-H. Qureshi      | —                               | —                         | —                           | —                               | —                            | —                           |

N.B. : le nom du partenaire se trouve sous le résultat ; le nom des ultimes adversaires se trouve à droite.

## Parcours dans lesMasters 1000
| Année | Indian Wells          | Miami                     | Monte-Carlo          | Madrid                 | Rome                  | Canada                | Cincinnati             | Shanghai             | Paris                   |
| ----- | --------------------- | ------------------------- | -------------------- | ---------------------- | --------------------- | --------------------- | ---------------------- | -------------------- | ----------------------- |
| 2013  | —                     | 1er tour L. Hewitt        | —                    | —                      | —                     | —                     | —                      | —                    | —                       |
| 2014  | 2e tour E. Gulbis     | 3e tour T. Berdych        | 1er tour F. Fognini  | 1er tour Marin Čilić   | 1er tour M. Kukushkin | 1er tour E. Gulbis    | 2e tour A. Murray      | 1er tour Juan Mónaco | 1er tour G. Monfils     |
| 2015  | 1er tour Ivan Dodig   | 1er tour A. Ramos         | 2e tour M. Raonic    | 2e tour S. Wawrinka    | 1er tour John Isner   | 1er tour B. Tomic     | 2e tour Marin Čilić    | 1er tour F. Fognini  | —                       |
| 2016  | 2e tour F. Delbonis   | 3e tour N. Djokovic       | 2e tour B. Paire     | 1/4 de finale R. Nadal | 2e tour D. Thiem      | 1er tour G. Monfils   | 1er tour B. Tomic      | 1er tour B. Paire    | 2e tour T. Berdych      |
| 2017  | 2e tour M. Zverev     | 2e tour F. Fognini        | 2e tour P. Cuevas    | 1er tour F. Fognini    | 1er tour Kyle Edmund  | —                     | 2e tour Y. Sugita      | 1er tour A. Ramos    | 2e tour J. M. del Potro |
| 2018  | 3e tour M. Raonic     | 1/8 de finale Chung Hyeon | —                    | —                      | —                     | 1er tour M. Fucsovics | 1er tour P. Gojowczyk  | —                    | 2e tour N. Djokovic     |
| 2019  | 1er tour M. McDonald  | 3e tour K. Anderson       | 1er tour D. Medvedev | 1er tour A. Mannarino  | 2e tour R. Federer    | —                     | 1er tour D. Shapovalov | 2e tour V. Pospisil  | —                       |
| 2020  | n.o.                  | n.o.                      | n.o.                 | n.o.                   | 1er tour J. Millman   | n.o.                  | —                      | n.o.                 | —                       |
| 2021  | 1er tour K. Nishikori | 2e tour U. Humbert        | —                    | —                      | —                     | —                     | —                      | n.o.                 | —                       |
| 2022  | 1er tour P. Martínez  | —                         | —                    | —                      | —                     | —                     | —                      | n.o.                 | —                       |

N.B. : sous le résultat se trouve le nom de l’ultime adversaire.

## Parcours enCoupe Davis
| #                                                           | Date          | Lieu     | Surface      | Gagnant(s)          | Perdant(s) | Score              |          |
|                                                             |               |          |              |                     |            |                    |          |
| 2017 - play-off (groupe mondial) - Portugal - Allemagne 2:3 |               |          |              |                     |            |                    |          |
| 1                                                           | 15-17/09/2017 | Lisbonne | Terre (ext.) | Cedrik-Marcel Stebe | João Sousa | 4-6, 6-3, 6-3, 6-0 | Parcours |

## Victoires sur le top 10
Toutes ses victoires sur des joueurs classés dans le top 10 de l'ATP lors de la rencontre.
| Légende      |
| Grand Chelem |
| Masters 1000 |
| ATP 500      |
| ATP 250      |
| Coupe Davis  |

| # | J.S.  | Tournoi      | Année | Surface    | Adversaire       | Rang | Tour | Score         |
| - | ----- | ------------ | ----- | ---------- | ---------------- | ---- | ---- | ------------- |
| 1 | no 77 | Kuala Lumpur | 2013  | Dur (int.) | David Ferrer     | no 4 | 1/4  | 6-2, 7-66     |
| 2 | no 34 | Tokyo        | 2016  | Dur        | Kei Nishikori    | no 5 | 1/8  | 3-4 ab.       |
| 3 | no 85 | Indian Wells | 2018  | Dur        | Alexander Zverev | no 5 | 1/32 | 7-5, 5-7, 6-4 |
| 4 | no 80 | Miami        | 2018  | Dur        | David Goffin     | no 9 | 1/32 | 6-0, 6-1      |

## Classements ATP en fin de saison
| Année          | 2007 | 2008 | 2009 | 2010 | 2011 | 2012 | 2013 | 2014 | 2015 | 2016 | 2017 | 2018 | 2019 | 2020 | 2021 | 2022 |
| Rang en simple | 966  | 598  | 445  | 242  | 193  | 99   | 49   | 54   | 33   | 43   | 57   | 44   | 60   | 90   | 137  | 82   |
| Rang en double | –    | 616  | 713  | 280  | 403  | 302  | 620  | 80   | 138  | 133  | 235  | 45   | 37   | 75   | 141  | 144  |

Source : (en) Classements de João Sousa sur le site officiel de la Fédération internationale de tennis